# Temporada 2015-16 de Fórmula E
La temporada 2015-16 de Fórmula E fue la segunda temporada del campeonato mundial de monoplazas eléctricos organizado por la Federación Internacional del Automóvil (FIA).
La temporada comenzó el 24 de octubre de 2015 en Pekín y finalizó el 3 de julio de 2016 en Londres tras diez carreras. El piloto vencedor de la temporada fue Sébastien Buemi, que ganó el mundial en la última carrera al conseguir la vuelta rápida.

## Equipos y pilotos
| Escudería                                | Chasis               | Motor                            | N.º | Pilotos                | Carreras  |
| ---------------------------------------- | -------------------- | -------------------------------- | --- | ---------------------- | --------- |
| NEXTEV TCR Formula E Team                | Spark-NEXTEV         | NEXTEV TCR FormulaE 001          | 1   | Nelson Piquet, Jr.     | Todas     |
| NEXTEV TCR Formula E Team                | Spark-NEXTEV         | NEXTEV TCR FormulaE 001          | 88  | Oliver Turvey          | Todas     |
| Renault e.Dams Formula E Team            | Spark-Renault        | Renault Z.E 15                   | 8   | Nicolas Prost          | Todas     |
| Renault e.Dams Formula E Team            | Spark-Renault        | Renault Z.E 15                   | 9   | Sébastien Buemi        | Todas     |
| Dragon Racing Formula E Team             | Spark-Venturi        | Venturi VM200-FE-01              | 6   | Loic Duval             | Todas     |
| Dragon Racing Formula E Team             | Spark-Venturi        | Venturi VM200-FE-01              | 7   | Jérôme d'Ambrosio      | Todas     |
| ABT Schaeffler Audi Sport Formula E Team | Spark-ABT Sportsline | ABT Schaeffler FE01              | 11  | Lucas di Grassi        | Todas     |
| ABT Schaeffler Audi Sport Formula E Team | Spark-ABT Sportsline | ABT Schaeffler FE01              | 66  | Daniel Abt             | Todas     |
| DS Virgin Racing Formula E Team          | Spark-Citroën        | Virgin Racing Engineering DSV-01 | 2   | Sam Bird               | Todas     |
| DS Virgin Racing Formula E Team          | Spark-Citroën        | Virgin Racing Engineering DSV-01 | 25  | Jean-Éric Vergne       | Todas     |
| Amlin Andretti Formula E Team            | Spark-McLaren        | Andretti ATEC-01                 | 27  | Robin Frijns           | Todas     |
| Amlin Andretti Formula E Team            | Spark-McLaren        | Andretti ATEC-01                 | 28  | Simona de Silvestro    | Todas     |
| Team Aguri Formula E Team                | Spark-McLaren        | SRT01-e                          | 55  | António Félix da Costa | 1-7,9-10  |
| Team Aguri Formula E Team                | Spark-McLaren        | SRT01-e                          | 55  | René Rast              | 8         |
| Team Aguri Formula E Team                | Spark-McLaren        | SRT01-e                          | 77  | Nathanaël Berthon      | 1-3       |
| Team Aguri Formula E Team                | Spark-McLaren        | SRT01-e                          | 77  | Salvador Durán         | 4-6       |
| Team Aguri Formula E Team                | Spark-McLaren        | SRT01-e                          | 77  | Ma Qing Hua            | 7-10      |
| Mahindra Racing Formula E Team           | Spark-Mahindra       | Mahindra M2ELECTRO               | 21  | Bruno Senna            | Todas     |
| Mahindra Racing Formula E Team           | Spark-Mahindra       | Mahindra M2ELECTRO               | 23  | Nick Heidfeld          | 1-2, 4-10 |
| Mahindra Racing Formula E Team           | Spark-Mahindra       | Mahindra M2ELECTRO               | 23  | Oliver Rowland         | 3         |
| Venturi Formula E Team                   | Spark-Venturi        | Venturi VM200-FE-01              | 4   | Stéphane Sarrazin      | Todas     |
| Venturi Formula E Team                   | Spark-Venturi        | Venturi VM200-FE-01              | 12  | Jacques Villeneuve     | 1-3       |
| Venturi Formula E Team                   | Spark-Venturi        | Venturi VM200-FE-01              | 12  | Mike Conway            | 4-10      |

## Calendario
| Carrera | ePrix                  | País           | Circuito                              | Fecha                   |
| ------- | ---------------------- | -------------- | ------------------------------------- | ----------------------- |
| 1       | Pekín ePrix            | China          | Circuito del Parque Olímpico de Pekín | 24 de octubre de 2015   |
| 2       | Putrajaya ePrix        | Malasia        | Circuito callejero de Putrajaya       | 7 de noviembre de 2015  |
| 3       | Punta del Este ePrix   | Uruguay        | Circuito callejero de Playa Brava     | 19 de diciembre de 2015 |
| 4       | Buenos Aires ePrix     | Argentina      | Circuito callejero de Puerto Madero   | 6 de febrero de 2016    |
| 5       | Ciudad de México ePrix | México         | Autódromo Hermanos Rodríguez          | 12 de marzo de 2016     |
| 6       | Long Beach ePrix       | Estados Unidos | Circuito callejero de Long Beach      | 2 de abril de 2016      |
| 7       | París ePrix            | Francia        | Circuito de los Inválidos             | 23 de abril de 2016     |
| 8       | Berlín ePrix           | Alemania       | Circuito callejero de Berlín          | 21 de mayo de 2016      |
| 9       | Londres ePrix          | Reino Unido    | Circuito callejero de Londres         | 2 de julio de 2016      |
| 10      | Londres ePrix          | Reino Unido    | Circuito callejero de Londres         | 3 de julio de 2016      |

## Resultados

### Resultado ePrix
| N.º | Fecha                   | ePrix                                                                                 | Mapa del Circuito | Resultados        | Resultados      | Anexos     |
| --- | ----------------------- | ------------------------------------------------------------------------------------- | ----------------- | ----------------- | --------------- | ---------- |
| 1   | 24 de octubre de 2015   | Pekín ePrix Circuito del Parque Olímpico de Pekín Longitud: 3,44 km Vueltas: 26       |                   | Ganador           | Sébastien Buemi | Resultados |
| 1   | 24 de octubre de 2015   | Pekín ePrix Circuito del Parque Olímpico de Pekín Longitud: 3,44 km Vueltas: 26       | 2º puesto         | Lucas di Grassi   |                 | Resultados |
| 1   | 24 de octubre de 2015   | Pekín ePrix Circuito del Parque Olímpico de Pekín Longitud: 3,44 km Vueltas: 26       | 3º puesto         | Nick Heidfeld     |                 | Resultados |
| 1   | 24 de octubre de 2015   | Pekín ePrix Circuito del Parque Olímpico de Pekín Longitud: 3,44 km Vueltas: 26       | Vuelta rápida     | Sébastien Buemi   |                 | Resultados |
| 1   | 24 de octubre de 2015   | Pekín ePrix Circuito del Parque Olímpico de Pekín Longitud: 3,44 km Vueltas: 26       | Pole Position     | Sébastien Buemi   |                 | Resultados |
| 2   | 22 de noviembre de 2015 | Putrajaya ePrix Circuito callejero de Putrajaya Longitud: 2,56 km Vueltas: 33         |                   | Ganador           | Lucas Di Grassi | Resultados |
| 2   | 22 de noviembre de 2015 | Putrajaya ePrix Circuito callejero de Putrajaya Longitud: 2,56 km Vueltas: 33         | 2º puesto         | Sam Bird          |                 | Resultados |
| 2   | 22 de noviembre de 2015 | Putrajaya ePrix Circuito callejero de Putrajaya Longitud: 2,56 km Vueltas: 33         | 3º puesto         | Robin Frijns      |                 | Resultados |
| 2   | 22 de noviembre de 2015 | Putrajaya ePrix Circuito callejero de Putrajaya Longitud: 2,56 km Vueltas: 33         | Vuelta rápida     | Sébastien Buemi   |                 | Resultados |
| 2   | 22 de noviembre de 2015 | Putrajaya ePrix Circuito callejero de Putrajaya Longitud: 2,56 km Vueltas: 33         | Pole Position     | Sébastien Buemi   |                 | Resultados |
| 3   | 19 de diciembre de 2015 | Punta del Este ePrix Circuito callejero de Playa Brava Longitud: 2,808 km Vueltas: 33 |                   | Ganador           | Sébastien Buemi | Resultados |
| 3   | 19 de diciembre de 2015 | Punta del Este ePrix Circuito callejero de Playa Brava Longitud: 2,808 km Vueltas: 33 | 2º puesto         | Lucas di Grassi   |                 | Resultados |
| 3   | 19 de diciembre de 2015 | Punta del Este ePrix Circuito callejero de Playa Brava Longitud: 2,808 km Vueltas: 33 | 3º puesto         | Jérôme d'Ambrosio |                 | Resultados |
| 3   | 19 de diciembre de 2015 | Punta del Este ePrix Circuito callejero de Playa Brava Longitud: 2,808 km Vueltas: 33 | Vuelta rápida     | Sébastien Buemi   |                 | Resultados |
| 3   | 19 de diciembre de 2015 | Punta del Este ePrix Circuito callejero de Playa Brava Longitud: 2,808 km Vueltas: 33 | Pole Position     | Jérôme d'Ambrosio |                 | Resultados |
| 4   | 6 de febrero de 2016    | Buenos Aires ePrix Circuito callejero de Puerto Madero Longitud: 2,44 km Vueltas: 35  |                   | Ganador           | Sam Bird        | Resultados |
| 4   | 6 de febrero de 2016    | Buenos Aires ePrix Circuito callejero de Puerto Madero Longitud: 2,44 km Vueltas: 35  | 2º puesto         | Sébastien Buemi   |                 | Resultados |
| 4   | 6 de febrero de 2016    | Buenos Aires ePrix Circuito callejero de Puerto Madero Longitud: 2,44 km Vueltas: 35  | 3º puesto         | Lucas di Grassi   |                 | Resultados |
| 4   | 6 de febrero de 2016    | Buenos Aires ePrix Circuito callejero de Puerto Madero Longitud: 2,44 km Vueltas: 35  | Vuelta rápida     | Jérôme d'Ambrosio |                 | Resultados |
| 4   | 6 de febrero de 2016    | Buenos Aires ePrix Circuito callejero de Puerto Madero Longitud: 2,44 km Vueltas: 35  | Pole Position     | Sam Bird          |                 | Resultados |
| 5   | 12 de marzo de 2016     | Ciudad de México ePrix Autódromo Hermanos Rodríguez Longitud: 4,3 km Vueltas: 43      |                   | Ganador           | Lucas Di Grassi | Resultados |
| 5   | 12 de marzo de 2016     | Ciudad de México ePrix Autódromo Hermanos Rodríguez Longitud: 4,3 km Vueltas: 43      | 2º puesto         | Jérôme d'Ambrosio |                 | Resultados |
| 5   | 12 de marzo de 2016     | Ciudad de México ePrix Autódromo Hermanos Rodríguez Longitud: 4,3 km Vueltas: 43      | 3º puesto         | Sébastien Buemi   |                 | Resultados |
| 5   | 12 de marzo de 2016     | Ciudad de México ePrix Autódromo Hermanos Rodríguez Longitud: 4,3 km Vueltas: 43      | Vuelta rápida     | Nicolas Prost     |                 | Resultados |
| 5   | 12 de marzo de 2016     | Ciudad de México ePrix Autódromo Hermanos Rodríguez Longitud: 4,3 km Vueltas: 43      | Pole Position     | Jérôme d'Ambrosio |                 | Resultados |
| 6   | 2 de abril de 2016      | Long Beach ePrix Circuito callejero de Long Beach Longitud: 2,1 km Vueltas: 39        |                   | Ganador           | Lucas di Grassi | Resultados |
| 6   | 2 de abril de 2016      | Long Beach ePrix Circuito callejero de Long Beach Longitud: 2,1 km Vueltas: 39        | 2º puesto         | Stéphane Sarrazin |                 | Resultados |
| 6   | 2 de abril de 2016      | Long Beach ePrix Circuito callejero de Long Beach Longitud: 2,1 km Vueltas: 39        | 3º puesto         | Daniel Abt        |                 | Resultados |
| 6   | 2 de abril de 2016      | Long Beach ePrix Circuito callejero de Long Beach Longitud: 2,1 km Vueltas: 39        | Vuelta rápida     | Sébastien Buemi   |                 | Resultados |
| 6   | 2 de abril de 2016      | Long Beach ePrix Circuito callejero de Long Beach Longitud: 2,1 km Vueltas: 39        | Pole Position     | Sam Bird          |                 | Resultados |
| 7   | 23 de abril de 2016     | Paris ePrix Circuito de los Inválidos Longitud: 1,93 km Vueltas: 45                   |                   | Ganador           | Lucas di Grassi | Resultados |
| 7   | 23 de abril de 2016     | Paris ePrix Circuito de los Inválidos Longitud: 1,93 km Vueltas: 45                   | 2º puesto         | Jean-Éric Vergne  |                 | Resultados |
| 7   | 23 de abril de 2016     | Paris ePrix Circuito de los Inválidos Longitud: 1,93 km Vueltas: 45                   | 3º puesto         | Sébastien Buemi   |                 | Resultados |
| 7   | 23 de abril de 2016     | Paris ePrix Circuito de los Inválidos Longitud: 1,93 km Vueltas: 45                   | Vuelta rápida     | Nick Heidfeld     |                 | Resultados |
| 7   | 23 de abril de 2016     | Paris ePrix Circuito de los Inválidos Longitud: 1,93 km Vueltas: 45                   | Pole Position     | Sam Bird          |                 | Resultados |
| 8   | 21 de mayo de 2016      | Berlín ePrix Circuito callejero de Berlín Longitud: 1.927 km Vueltas: 48              |                   | Ganador           | Sébastien Buemi | Resultados |
| 8   | 21 de mayo de 2016      | Berlín ePrix Circuito callejero de Berlín Longitud: 1.927 km Vueltas: 48              | 2º puesto         | Daniel Abt        |                 | Resultados |
| 8   | 21 de mayo de 2016      | Berlín ePrix Circuito callejero de Berlín Longitud: 1.927 km Vueltas: 48              | 3º puesto         | Lucas di Grassi   |                 | Resultados |
| 8   | 21 de mayo de 2016      | Berlín ePrix Circuito callejero de Berlín Longitud: 1.927 km Vueltas: 48              | Vuelta rápida     | Bruno Senna       |                 | Resultados |
| 8   | 21 de mayo de 2016      | Berlín ePrix Circuito callejero de Berlín Longitud: 1.927 km Vueltas: 48              | Pole Position     | Jean-Éric Vergne  |                 | Resultados |
| 9   | 2 de julio de 2016      | Londres ePrix Circuito callejero de Londres Longitud: 2,92 km Vueltas: 29             |                   | Ganador           | Nicolas Prost   | Resultados |
| 9   | 2 de julio de 2016      | Londres ePrix Circuito callejero de Londres Longitud: 2,92 km Vueltas: 29             | 2º puesto         | Bruno Senna       |                 | Resultados |
| 9   | 2 de julio de 2016      | Londres ePrix Circuito callejero de Londres Longitud: 2,92 km Vueltas: 29             | 3º puesto         | Jean-Éric Vergne  |                 | Resultados |
| 9   | 2 de julio de 2016      | Londres ePrix Circuito callejero de Londres Longitud: 2,92 km Vueltas: 29             | Vuelta rápida     | Nelson Piquet Jr. |                 | Resultados |
| 9   | 2 de julio de 2016      | Londres ePrix Circuito callejero de Londres Longitud: 2,92 km Vueltas: 29             | Pole Position     | Nicolas Prost     |                 | Resultados |
| 10  | 3 de julio de 2016      | Londres ePrix Circuito callejero de Londres Longitud: 2,92 km Vueltas: 29             | Ganador           | Nicolas Prost     |                 | Resultados |
| 10  | 3 de julio de 2016      | Londres ePrix Circuito callejero de Londres Longitud: 2,92 km Vueltas: 29             | 2º puesto         | Daniel Abt        |                 | Resultados |
| 10  | 3 de julio de 2016      | Londres ePrix Circuito callejero de Londres Longitud: 2,92 km Vueltas: 29             | 3º puesto         | Jérôme d'Ambrosio |                 | Resultados |
| 10  | 3 de julio de 2016      | Londres ePrix Circuito callejero de Londres Longitud: 2,92 km Vueltas: 29             | Vuelta rápida     | Sébastien Buemi   |                 | Resultados |
| 10  | 3 de julio de 2016      | Londres ePrix Circuito callejero de Londres Longitud: 2,92 km Vueltas: 29             | Pole Position     | Sébastien Buemi   |                 | Resultados |

## Estadísticas del campeonato

### Puntuaciones
| Posición | 1º | 2º | 3º | 4º | 5º | 6º | 7º | 8º | 9º | 10º | Poles | VR |
| Puntos   | 25 | 18 | 15 | 12 | 10 | 8  | 6  | 4  | 2  | 1   | 3     | 2  |

### Campeonato de pilotos
| Pos. | Piloto                 | PEK  | PUT  | PDE  | BUE | MEX  | LBH | PAR  | BER | LON | LON | Puntos |
| ---- | ---------------------- | ---- | ---- | ---- | --- | ---- | --- | ---- | --- | --- | --- | ------ |
| 1    | Sébastien Buemi        | 1    | 12   | 1    | 2   | 2    | 16  | 3*   | 1*  | 5*  | NC* | 155    |
| 2    | Lucas di Grassi        | 2    | 1    | 2    | 3*  | DSQ* | 1*  | 1    | 3   | 4*  | NC* | 153    |
| 3    | Nicolas Prost          | Ret  | 10   | 5    | 5   | 3    | 11  | 4    | 4   | 1   | 1   | 115    |
| 4    | Sam Bird               | 7*   | 2    | Ret* | 1*  | 6    | 6   | 6    | 11  | 7   | Ret | 88     |
| 5    | Jérôme d'Ambrosio      | 5    | 14†  | 3    | 16  | 1    | 7*  | 11   | 16  | 8   | 3   | 83     |
| 6    | Stéphane Sarrazin      | 9    | 4    | 9*   | 4   | 9    | 2   | 5    | 10* | 10  | 5*  | 70     |
| 7    | Daniel Abt             | 11   | 7    | 8    | 13  | 7    | 3   | 10   | 2   | Ret | 2   | 68     |
| 8    | Loïc Duval             | 4    | 16†  | 4    | 6   | 4    | 8   | Ret* | Ret | Ret | 4   | 60     |
| 9    | Jean-Éric Vergne       | 12   | Ret  | 7*   | 11* | 16*  | 13  | 2*   | 5   | 3   | 8   | 56     |
| 10   | Nick Heidfeld          | 3    | 9*   |      | 7   | 8    | 4*  | 12   | 7*  | 13* | 7   | 53     |
| 11   | Bruno Senna            | 13   | 5    | Ret  | 10  | 10   | 5   | 9    | 15  | 2   | 6   | 52     |
| 12   | Robin Frijns           | 10   | 3    | 10   | 8   | 5    | 15  | 7    | 6   | Ret | Ret | 45     |
| 13   | António Félix da Costa | Ret  | 6    | 6    | Ret | Ret  | Ret | 8    |     | 6   | 11  | 28     |
| 14   | Oliver Turvey          | 6*   | Ret* | 12   | 9   | 11   | 12  | 13   | 12  | 15† | 10  | 11     |
| 15   | Nelson Piquet Jr.      | 15†* | 8*   | 15†  | 12  | 13   | Ret | Ret  | 13  | 12  | 9   | 8      |
| 16   | Mike Conway            |      |      |      | 15  | 12   | 10  | 14   | 8   | 9   | 13  | 7      |
| 17   | Nathanaël Berthon      | 8    | 15   | 14   |     |      |     |      |     |     |     | 4      |
| 18   | Simona de Silvestro    | Ret  | 13   | 11   | 14  | 14   | 9   | 15   | 9   | 14  | Ret | 4      |
| 19   | Ma Qing Hua            |      |      |      |     |      |     | Ret  | 14  | 11  | 12  | 0      |
| 20   | Jacques Villeneuve     | 14   | 11   | DNS  |     |      |     |      |     |     |     | 0      |
| 21   | Oliver Rowland         |      |      | 13   |     |      |     |      |     |     |     | 0      |
| 22   | Salvador Durán         | DNP  |      |      | Ret | 15*  | 14  |      |     |     |     | 0      |
| 23   | René Rast              |      |      |      |     |      |     |      | NC  |     |     | 0      |
| NC   | Vitantonio Liuzzi      | DNP  | DNP  |      |     |      |     |      |     |     |     | 0      |
| NC   | Jarno Trulli           |      | DNP  |      |     |      |     |      |     |     |     | 0      |
| Pos. | Piloto                 | PEK  | PUT  | PDE  | BUE | MEX  | LBH | PAR  | BER | LON | LON | Puntos |

| Color     | Resultado                                                               |
| --------- | ----------------------------------------------------------------------- |
| Oro       | Ganador                                                                 |
| Plata     | 2.ª plaza                                                               |
| Bronce    | 3.ª plaza                                                               |
| Verde     | Finalizó en los puntos                                                  |
| Azul      | Finalizó sin puntos                                                     |
| Azul      | NC - No clasificado                                                     |
| Violeta   | Ret - No terminó (Carrera)                                              |
| Rojo      | DNQ - No se clasificó                                                   |
| Negro     | DSQ - Descalificado                                                     |
| Blanco    | DNS - No empezó (carrera)                                               |
| Blanco    | WD - Retirado (fin de semana)                                           |
| Blanco    | C - Carrera cancelada                                                   |
| Sin color | DNP - Inscrito pero no participó                                        |
| Sin color | INJ - Lesionado                                                         |
| Sin color | EX - Excluido                                                           |
| Estado    | Resultado                                                               |
| Negrita   | Pole position                                                           |
| Cursiva   | Vuelta rápida                                                           |
| †         | Abandona, pero clasifica al completar el porcentaje requerido para ello |

### Campeonato de equipos
| Pos. | Escudería        | N.º | PEK  | PUT  | PDE  | BUE | MEX  | LBH | PAR  | BER | LON | LON  | Puntos |
| ---- | ---------------- | --- | ---- | ---- | ---- | --- | ---- | --- | ---- | --- | --- | ---- | ------ |
| 1    | Renault e.Dams   | 8   | Ret  | 10   | 5    | 5   | 3    | 11  | 4    | 4   | 1   | 1    | 270    |
| 1    | Renault e.Dams   | 9   | 1    | 12   | 1    | 2   | 2    | 16  | 3*   | 1*  | 5*  | Ret* | 270    |
| 2    | Audi Sport ABT   | 11  | 2    | 1    | 2    | 3*  | DSQ* | 1*  | 1    | 3   | 4*  | Ret* | 221    |
| 2    | Audi Sport ABT   | 66  | 11   | 7    | 8    | 13  | 7    | 3   | 10   | 2   | Ret | 2    | 221    |
| 3    | DS Virgin Racing | 2   | 7*   | 2    | Ret* | 1*  | 6    | 6   | 6    | 11  | 7   | Ret  | 144    |
| 3    | DS Virgin Racing | 25  | 12   | Ret  | 7*   | 11* | 16*  | 13  | 2*   | 5   | 3   | 8    | 144    |
| 4    | Dragon Racing    | 6   | 4    | 16†  | 4    | 6   | 4    | 8   | Ret* | Ret | Ret | 4    | 143    |
| 4    | Dragon Racing    | 7   | 5    | 14†  | 3    | 16  | 1    | 7*  | 11   | 16  | 8   | 3    | 143    |
| 5    | Mahindra Racing  | 21  | 13   | 5    | Ret  | 10  | 10   | 5   | 9    | 15  | 2   | 6    | 105    |
| 5    | Mahindra Racing  | 23  | 3    | 9*   | 13   | 7   | 8    | 4*  | 12   | 7*  | 13* | 7    | 105    |
| 6    | Venturi          | 4   | 9    | 4    | 9*   | 4   | 9    | 2   | 5    | 10* | 12  | 5*   | 75     |
| 6    | Venturi          | 12  | 14   | 11   | DNS  | 15  | 12   | 10  | 14   | 8   | 10  | 13   | 75     |
| 7    | Andretti         | 27  | 10   | 3    | 10   | 8   | 5    | 15  | 7    | 6   | Ret | Ret  | 49     |
| 7    | Andretti         | 28  | Ret  | 13   | 11   | 14  | 14   | 9   | 15   | 9   | 14  | Ret  | 49     |
| 8    | Aguri            | 55  | Ret  | 6    | 6    | Ret | Ret  | Ret | 8    | NC  | 6   | 16   | 32     |
| 8    | Aguri            | 77  | 8    | 15   | 14   | Ret | 15*  | 14  | Ret  | 14  | 11  | 12   | 32     |
| 9    | NEXTEV TCR       | 1   | 15†* | 8*   | 15†  | 12  | 13   | Ret | Ret  | 13  | 12  | 9    | 19     |
| 9    | NEXTEV TCR       | 88  | 6*   | Ret* | 12   | 9   | 11   | 12  | 13   | 12  | 15† | 10   | 19     |
| –    | Trulli           | 10  | DNP  | DNP  |      |     |      |     |      |     |     |      | 0      |
| –    | Trulli           | 18  | DNP  | DNP  |      |     |      |     |      |     |     |      | 0      |
| Pos. | Escudería        | N.º | PEK  | PUT  | PDE  | BUE | MEX  | LBH | PAR  | BER | LON | LON  | Puntos |

| Color     | Resultado                                                               |
| --------- | ----------------------------------------------------------------------- |
| Oro       | Ganador                                                                 |
| Plata     | 2.ª plaza                                                               |
| Bronce    | 3.ª plaza                                                               |
| Verde     | Finalizó en los puntos                                                  |
| Azul      | Finalizó sin puntos                                                     |
| Azul      | NC - No clasificado                                                     |
| Violeta   | Ret - No terminó (Carrera)                                              |
| Rojo      | DNQ - No se clasificó                                                   |
| Negro     | DSQ - Descalificado                                                     |
| Blanco    | DNS - No empezó (carrera)                                               |
| Blanco    | WD - Retirado (fin de semana)                                           |
| Blanco    | C - Carrera cancelada                                                   |
| Sin color | DNP - Inscrito pero no participó                                        |
| Sin color | INJ - Lesionado                                                         |
| Sin color | EX - Excluido                                                           |
| Estado    | Resultado                                                               |
| Negrita   | Pole position                                                           |
| Cursiva   | Vuelta rápida                                                           |
| †         | Abandona, pero clasifica al completar el porcentaje requerido para ello |